# Ерік Сікора
Ерік Сікора (фр. Éric Sikora, нар. 4 лютого 1968, Куррієр) — французький футболіст, що грав на позиції захисника. По завершенні ігрової кар'єри — тренер.
Усю свою ігрову кар'єру провів у «Лансі», у складі якого є рекордсменом за кількістю офіційних ігор (497). Небіж іншого французького футболіста польського походження Франсуа Людо.

## Ігрова кар'єра
Народився 4 лютого 1968 року в місті Куррієр. Вихованець юнацьких команд футбольних клубів «Рувруа» та «Ланс».
У дорослому футболі дебютував 1984 року виступами за другу команду «Ланса», а наступного року почав залучатися до складу основної команди клубу. 
Захищав кольори «Ланса» протягом 19 сезонів, провівши за його команду рекордні 497 офіційних ігор. Більшість часу, проведеного у складі «Ланса», був основним гравцем захисту команди. У сезоні 1997/98 допоміг команді виграти перший у її історії титул чемпіона Франції. Завершив професійну кар'єру футболіста виступами за «Ланс» у 2004 році.

## Кар'єра тренера
Завершивши ігрову кар'єру і перейшовши на тренерську роботу, залишився в структурі «Ланса». Вже 2005 року уперше очолив тренерський штаб основної команди рідного клубу, де того разу пропрацював лише один рік.
Згодом набирався тренерського досвіду працюючи з молодіжною командою «Ланса» і командою дублерів. Удруге очолював головну команду клубу в сезоні 2012/13, а утретє — в сезоні 2017/18. Протягом жодної із цих каденцій особливих успіхів не досяг.

## Титули і досягнення
- Чемпіон Франції (1):

«Ланс»: 1997-1998
- Володар Кубка французької ліги (1):

«Ланс»: 1998-1999